# دست‌خرچنگی
دست شکاف‌دار یا دست‌خرچنگی نوعی از سین داکتیلی است که با یک شکاف مرکزی که دست را به دو بخش تقسیم می‌کند مرتبط است. شکل آن به صورت " v شکل " که در مرکزیت دست دیده می‌شود که در آن یک انگشت دست وجود ندارد و حتی ممکن است یک یا چند تا از استخوان‌های کف دست هم وجود نداشته باشد. دست شکافی می‌تواند یک طرفه یا دوطرفه ظاهر شود و می‌تواند به صورت ایزوله یا همراه با سندرم ظاهر شود. در بسیاری از انواع، انگشت شست، انگشت حلقه و انگشت کوچک قطعات کمتر تحت قرار می‌گیرند. این اختلال، ارثی خانوادگی است و به همین دلیل در صورت امکان جراحی پلاستیک اندیکاسیون می‌یابد. این بیماری نه تنها در انسان بلکه در گاوها، خرگوش‌ها، قورباغه‌ها، سگ‌ها، گربه‌ها، مرغ‌ها و … هم مشاهده می‌شود.

## پاتوفیزیولوژی

دست چپ شخصی مبتلا به دست خرچنگی

پاتوفیزیولوژی این گونه دست، به شکل یک نقص به مانند گووه از راس اکتودرم جوانه عضو تصور می‌شود. پلی داکتیلی (چند انگشتی، پر انگشتی)، سیین داکتیلی (انگشتان چسبیده به هم) و دست شکاف دار، در یک دست رخ می‌دهند؛ بنابراین برخی از محققان ابراز می‌کنند که این اتفاقات از یک مکانیسم صورت می‌گیرد. این مکانیزم هنوز مشخص نشده‌است.

## درمان
درمان، معمولاً تهاجمی است و می‌تواند هر زمان به دلیل ناهمگنی از وضعیت متفاوت باشد. به جنبه‌های اجتماعی این ناهنجاری باید توجه بیشتری داشت. چون دست بخشی از بدن است که معمولاً در هنگام برقراری ارتباط نشان داده می‌شود. هنگامی که این دست به وضوح متفاوت و بد شکل باشد، انگ زدن یا رد کردن و پس زدن می‌تواند رخ دهد. گاهی در خانواده‌هایی با این مشکل که عملکرد خوبی دارند، عملیات برای جنبه‌های لوازم آرایشی و بهداشتی در حاشیه در نظر گرفته می‌شود و خانواده‌ها انتخاب می‌کنند که عمل جراحی صورت نگیرد.
درمان جراحی این نوع دست بر اساس چند نشانه است:
- بهبود عملکرد این موارد
  - عدم انگشت شست
  - بد شکلی به صورت چسبیدگی انگشتان (بیشتر بین انگشتان نابرابر مانند انگشت اشاره و انگشت شست)
  - استخوان‌های ترانسورس
  - باریک شدن فضای بین انگشتان
- جنبه‌های زیبایی:
  - کاهش بد شکلی
- زمان‌بندی عمل جراحی:

زمان عمل جراحی متفاوت است. والدین باید در دوران آسیب‌پذیری فرزند خود تصمیم قاطعی بگیرند.
درمان‌های زود هنگام جهت بدشکلی‌های پیش رونده هستند مثل چسبندگی بین انگشتان اشاره و شست یا برای استخوان‌های عرضی بین شعاع انگشتان.
برای عمل‌های جراحی غیرضروری می‌توان ۱–۲ سال صبر کرد.